# Denis Sergejewitsch Strelkow

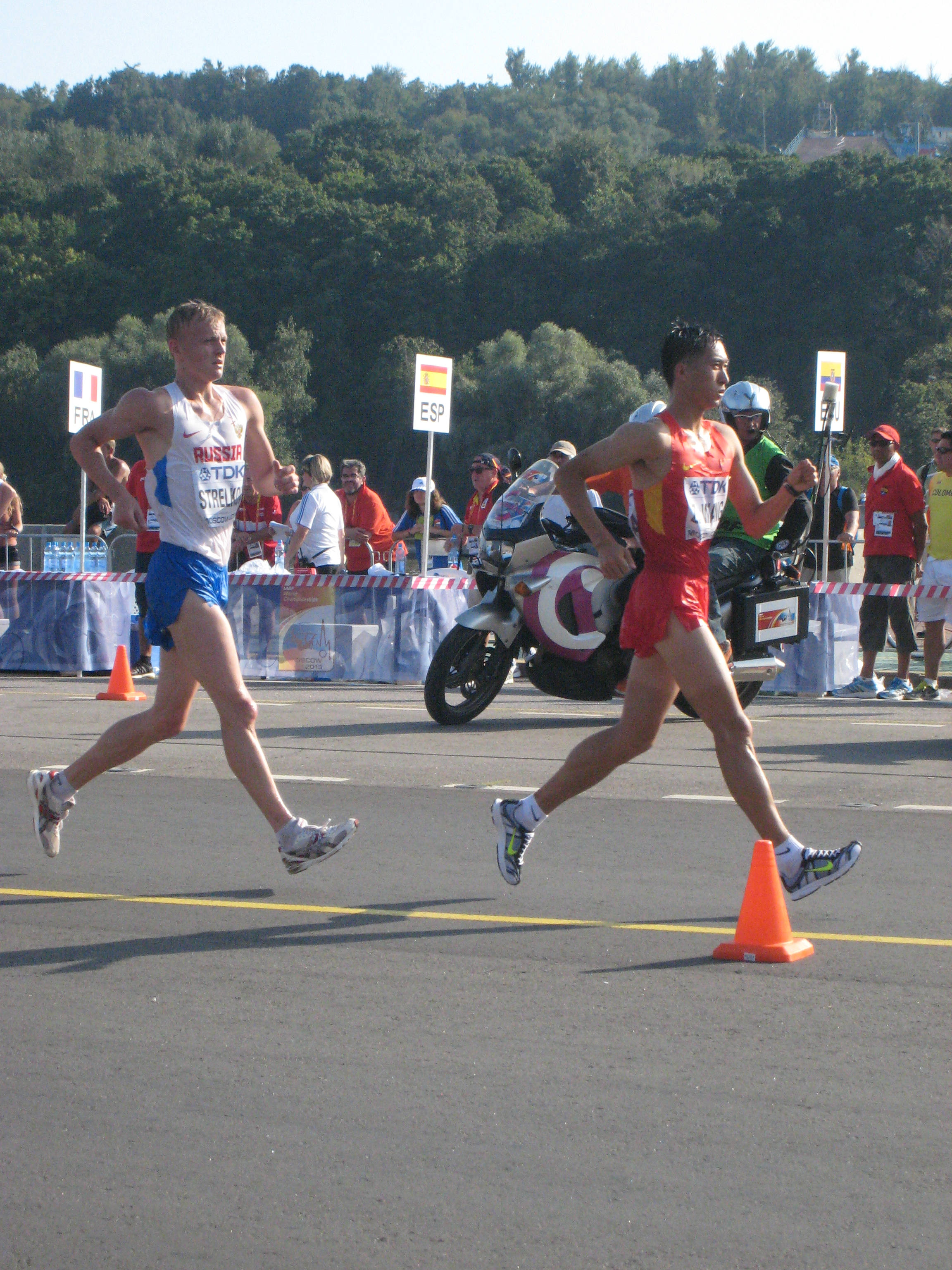
Denis Strelkow (links) bei den Weltmeisterschaften 2013

Denis Sergejewitsch Strelkow (russisch Денис Сергеевич Стрелков, engl. Transkription Denis Strelkov; * 26. Oktober 1990) ist ein russischer Geher.
Im 20-km-Gehen gewann er 2013 bei der Universiade in Kasan Bronze und wurde bei den Weltmeisterschaften in Moskau Fünfter. Bei den Europameisterschaften 2014 in Zürich holte er Bronze.
Im Juni 2015 wurde er positiv auf ein Dopingmittel getestet und suspendiert.

## Persönliche Bestzeiten
- 20 km Gehen: 1:19:46 h, 13. August 2014, Zürich
- 50 km Gehen: 4:04:36 h, 21. Mai 2011, Olhão